# پل استول
پل استول (انگلیسی: Paul Stoll؛ زادهٔ ۱۴ دسامبر ۱۹۸۵) بازیکن بسکتبال حرفه‌ای مکزیکی اهل ایالات متحده آمریکا است.
وی در مسابقات کشوری و بین‌المللی در مجموع برندهٔ ۲ مدال طلا، ۲ مدال نقره شده‌است.